# Daman (Distrikt)
Der Distrikt Daman (Gujarati દમણ જિલ્લો) ist einer der drei Distrikte des indischen Unionsterritoriums Dadra und Nagar Haveli und Daman und Diu. Er hat etwa 191.000 Einwohner (Zensus 2011) auf 72 km². Sitz der Distriktsverwaltung ist der Ort Daman.
Daman liegt an der Westküste Indiens am Arabischen Meer. Es ist vollständig vom Distrikt Valsad des Bundesstaates Gujarat umgeben.

## Geschichte

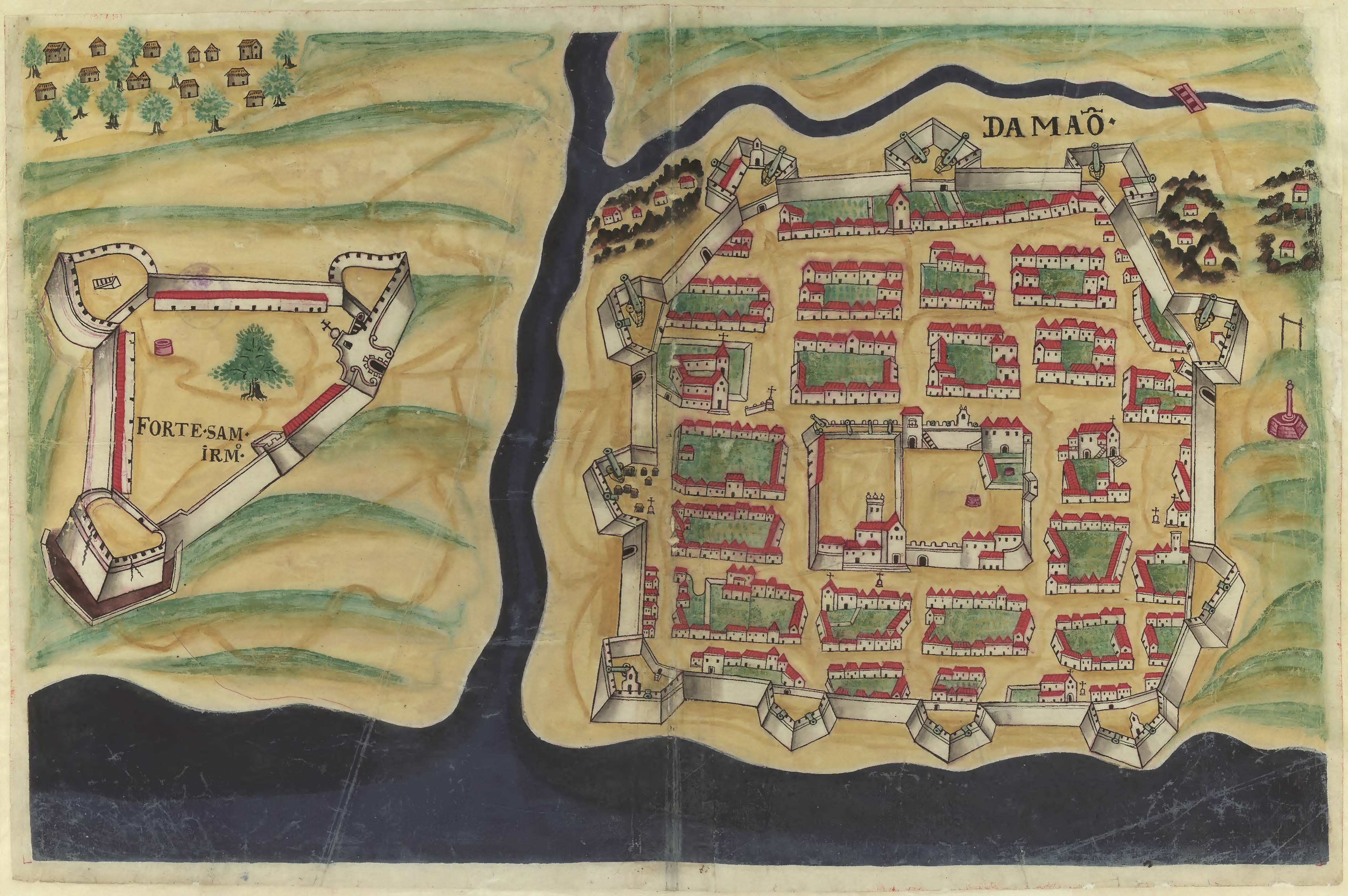
Historische Darstellung Damãos (1635)

Die ersten Portugiesen landeten 1523 in Daman. Seit den 1530er Jahren versuchten sie, sich in dem Gebiet festzusetzen. Die Stadt Daman wurde 1559 von den Portugiesen besetzt und Damão genannt. 1588 wurde das gesamte Gebiet in Portugiesisch-Indien einverleibt. 1614 eroberten sie das Gebiet von Damão Pequeno am rechten Ufer des Flusses Daman Ganga. Daman blieb bis zur militärischen Aneignung durch Indien am 19. Dezember 1961 portugiesische Kolonie. Danach wurde Daman Teil des neu formierten Unionsterritoriums Goa, Daman und Diu. Am 30. Mai 1987 wurde Goa ein eigener Bundesstaat und Daman und Diu verblieb als Unionsterritorium. Am 26. Januar 2020 wurde der Distrikt Daman Teil des neuen Unionsterritoriums Dadra und Nagar Haveli und Daman und Diu.

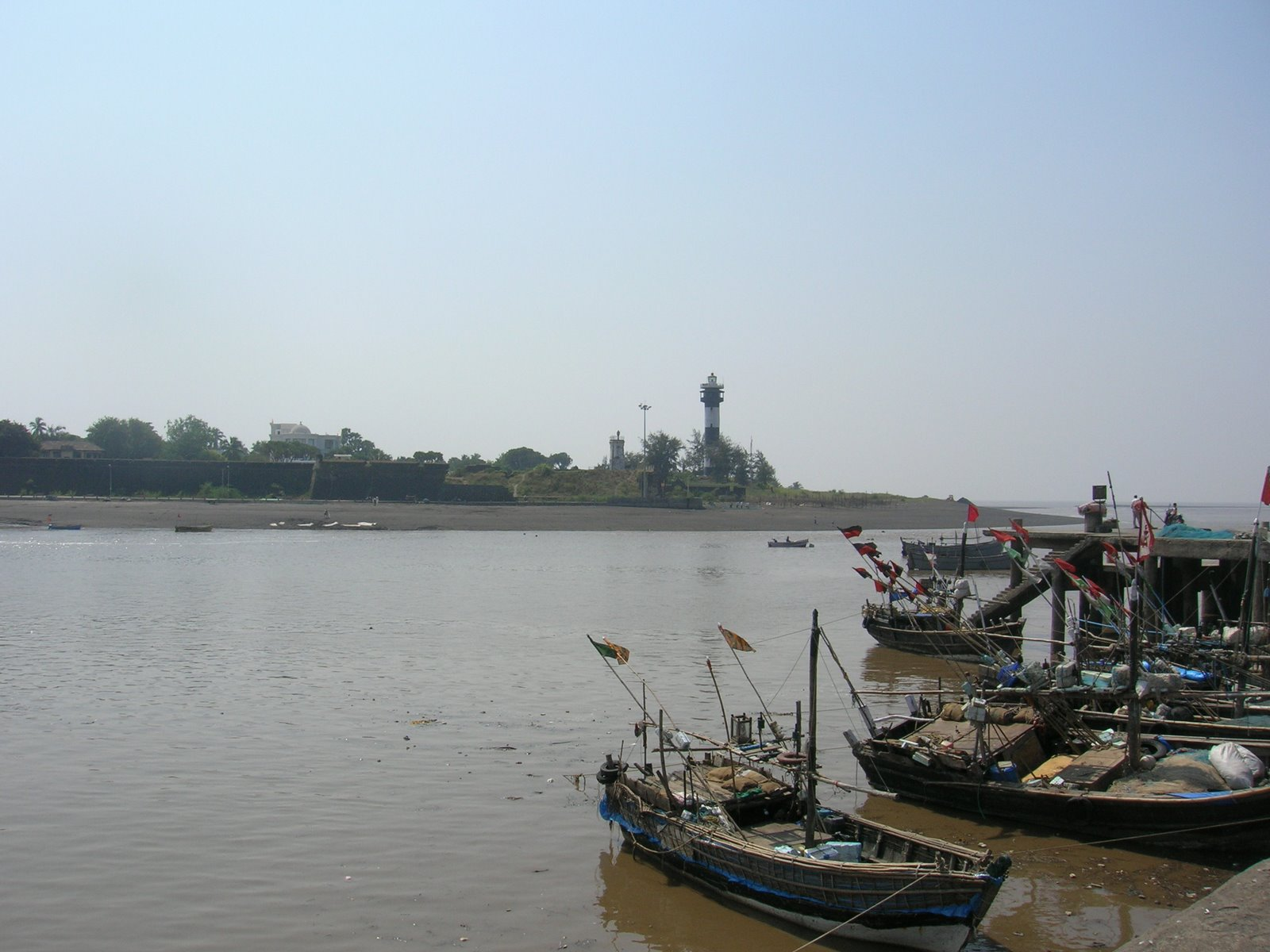
Hafen von Daman

## Bevölkerung
Bei der Volkszählung 2011 hatte der Distrikt 191.173 Einwohner. Die Alphabetisierungsrate lag mit 88,1 % (Männer 91,6 %, Frauen 81,0 %) deutlich über den indischen Durchschnitt (74,0 %). Angehörige der Scheduled Castes (15.240 Personen, 7,97 %) und Scheduled Tribes (4262 Personen, 2,23 %) waren anteilmäßig eher gering vertreten. Die große Mehrheit der Bevölkerung waren Hindus (89,7 %) und eine Minderheit von 8,4 % Muslime. Christen waren trotz der portugiesischen Kolonialvergangenheit mit 1,4 % nur gering vertreten.
Das Geschlechterverhältnis war mit 534 Frauen auf 1000 Männer in Daman beim Zensus 2011 äußerst unausgewogen. Der Distrikt Daman war damit der Distrikt mit dem höchsten Männerüberschuss unter allen der damals 640 Distrikte Indiens. Dies wurde durch den Zustrom von überwiegend männlichen Arbeitsmigranten erklärt. In der Dekade 2001–2011 war die Bevölkerung um 77.184 Personen (53.025 Männer, 24.159 Frauen), d. h. 67,71 % gewachsen. Allerdings war auch das Geschlechterverhältnis unter den Kindern bis 6 Jahren mit 8188 Jungen auf 7317 Mädchen ebenfalls deutlich unausgewogen, was nach Ansicht von Beobachtern die Präferenz für männliche Nachkommen zeigte.
Haupterwerbszweig ist Fischerei.